# Bataille de Bennington
Pour les articles homonymes, voir Bennington.
Guerre d'indépendance des États-Unis
La bataille de Bennington est un affrontement de la guerre d'indépendance des États-Unis qui eut lieu le 16 août 1777 à Walloomsac, localité située à une quinzaine de kilomètres de Bennington dans le Vermont. Une force rebelle de 2 000 hommes, majoritairement composée de miliciens du New Hampshire et du Massachusetts menés par le général John Stark, et renforcés par des hommes dirigés par le colonel Seth Warner et des membres des Green Mountain Boys, vainquit de manière décisive un détachement de l'armée du général John Burgoyne mené par le lieutenant colonel Friedrich Baum et d'autres troupes sous les ordres du lieutenant colonel Heinrich von Breymann.
Le détachement de Baum était une force diverse d'environ 700 hommes au total composée de dragons sans montures venant du duché de Brunswick, de Canadiens, de Loyalistes et d'Amérindiens. Il avait été envoyé par Burgoyne pour effectuer un raid dans la région de Bennington, localité située dans les New Hampshire Grants, pour trouver des chevaux, des animaux de trait et des sources d'approvisionnement. Croyant que la ville n'était que faiblement défendue, Burgoyne et Baum ne savaient pas que Stark et 1 500 miliciens y étaient postés. D'importantes averses retardèrent le moment du combat. Une fois le climat plus clément, les hommes de Stark entourèrent ceux de Baum (qui fut tué) et capturèrent de nombreux soldats. Les renforts des deux camps arrivèrent alors que Stark et ses troupes nettoyaient le terrain, et la bataille reprit ; Warner et Stark repoussèrent les renforts de Breymann au prix de nombreuses pertes.
Cette bataille fut une importante victoire pour la cause rebelle parce qu'elle réduisit la taille de l'armée de Burgoyne d'environ 1 000 hommes, poussa une grande partie des Amérindiens à l'abandonner, et le priva des ravitaillements dont il avait besoin ; autant d'éléments qui contribuèrent à sa reddition à Saratoga. La victoire galvanisa le soutien des colons envers le mouvement indépendantiste et eut un rôle dans la décision de la France d'entrer dans la guerre du côté des rebelles. L'anniversaire de la bataille est célébré dans le Vermont sous le nom de Bennington Battle Day.

## Contexte
Après les victoires britanniques à Hubbardton, Fort Ticonderoga et Fort Anne, le plan du général John Burgoyne pour la campagne de Saratoga de 1777 était de capturer Albany et de prendre le contrôle de la vallée de l'Hudson, de façon à diviser les colonies américaines en deux. Ce plan s'intégrait dans un projet de plus grande échelle visant à séparer les colonies de Nouvelle-Angleterre rebelles des colonies du sud, que les Britanniques estimaient plus loyales, par un triple mouvement de tenailles. Celle de l'ouest, organisée par Barry St. Leger, fut repoussée lors de l'échec du siège de Fort Stanwix ; celle du sud, qui devait progresser depuis le sud de la vallée de l'Hudson et New York, ne débuta jamais, puisque le général William Howe décida de capturer Philadelphie au lieu de l'accomplir.

### Côté britannique
Jusqu'à présent, la campagne militaire du Général britannique Burgoyne s'était bien déroulée et lui avait permis de disposer de nouvelles places fortes dans la région. Il avait dispersé les hommes de Seth Warner au cours de la Bataille de Hubbardton. Cependant, son avancée fut ralentie par des conditions de déplacement difficiles, causées par des difficultés logistiques et la destruction par les Américains d'une route principale. Les troupes anglaises étaient affaiblies et manquaient notamment de chevaux ; le ravitaillement devenait problématique, et Burgoyne s'inquiéta d'autant plus qu'au début du mois d'août il reçut un message de Howe lui apprenant que celui-ci allait à Philadelphie au lieu de le rejoindre en remontant l'Hudson. Suivant une proposition du commandant des troupes allemandes de son armée, le Baron Riedesel, Burgoyne envoya, depuis Fort Miller, un détachement d'environ 800 soldats dirigés par le lieutenant colonel Friedrich Baum, chargés d'une part de trouver des chevaux pour les dragons allemands et des bêtes de trait pour faciliter les déplacements de l'armée, et d'autre part de harceler l'ennemi. Le détachement de Baum était principalement constitué de dragons de Brunswick sans montures du régiment Prinz Ludwig. Ils furent rejoints sur la route par des compagnies locales de Loyalistes, quelques Canadiens, une centaine d'Amérindiens et une compagnie britannique de tireurs d'élite. Les ordres initiaux de Baum étaient de se diriger vers la vallée du Connecticut où les Britanniques escomptaient se procurer des chevaux. Toutefois, alors que Baum se préparait à partir, Burgoyne modifia verbalement l'objectif de la mission, le remplaçant par un dépôt de ravitaillement situé à Bennington, qu'il croyait gardé par les restes de la brigade de Warner, soit à peu près 400 miliciens coloniaux.

### Côté américain

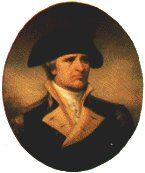
General John Stark

À l'insu de Burgoyne, les citoyens du territoire des New Hampshire Grants (qui était disputé entre l'état de New York et la république du Vermont) avaient fait appel aux états du New Hampshire et du Massachusetts pour qu'ils les protègent de l'invasion britannique à l'issue de la capture de Ticonderoga. Le New Hampshire répondit le 18 juillet en autorisant John Stark à lever une milice pour la défense du peuple « ou le mécontentement de l'ennemi »,,. Utilisant des fonds fournis par John Langdon, Stark leva 1 500 miliciens en six jours, soit plus de 10 % de la population masculine de plus de seize ans habitant dans le New Hampshire. Ils se dirigèrent en premier lieu vers le Fort no 4 (l'actuelle Charlestown), puis traversèrent le fleuve Connecticut, arrivèrent dans les Grants, et s'arrêtèrent à Manchester, où Stark discuta avec Warner,. Alors qu'il se trouvait à Manchester, le général Benjamin Lincoln, dont la promotion, aux dépens de Stark, avait été la cause de la démission de Stark de son poste dans l'Armée continentale, essaya de jouer de son autorité officielle pour prendre le commandement de la troupe. Stark refusa, déclarant qu'il était seulement responsable devant les autorités du New Hampshire. Stark partit alors pour Bennington avec Warner pour guide, tandis que les forces de Warner restaient à Manchester. Lincoln retourna au camp américain situé à Stillwater, où il discuta avec le général Philip Schuyler d'un plan selon lequel Lincoln, avec 500 hommes, rejoindrait Stark et Warner au cours d'incursion contre les lignes de communication et de ravitaillement de Burgoyne à Skenesboro. Les mouvements de Baum altérèrent fortement ce projet.

## Prélude
Les soldats allemands quittèrent le camp de Burgoyne à Fort Edward le 9 août et marchèrent vers Fort Miller, où ils patientèrent jusqu'à l'arrivée des Amérindiens et d'une compagnie de tireurs d'élite britanniques. Ensuite, ils se dirigèrent vers Bennington le 11 août. À l'occasion de petites escarmouches sur le chemin, ils apprirent des prisonniers qu'ils avaient capturés qu'une grande force était présente à Bennington. Le 14 août les hommes de Baum rencontrèrent un détachement des forces de Stark, qui avait été envoyé pour vérifier des rapports faisant état de la présence d'Amérindiens dans la région. Les forces de Stark se retirèrent et détruisirent un pont afin de retarder l'avancée de Baum. Apprenant l'arrivée de l'ennemi, Stark envoya une demande de renfort à Manchester, puis fit sortir son armée de Bennington et mit en place une ligne de défense. Baum envoya un message à Burgoyne après le premier contact, lui indiquant que les forces américaines étaient plus importantes que prévu, mais qu'elles allaient probablement battre retraite. Il avança alors quelques kilomètres plus loin, approchant des positions américaines, et réalisa sur le moment que son premier message était au moins partiellement incorrect ; aussi en envoya-t-il un second, dans lequel il demandait des renforts.

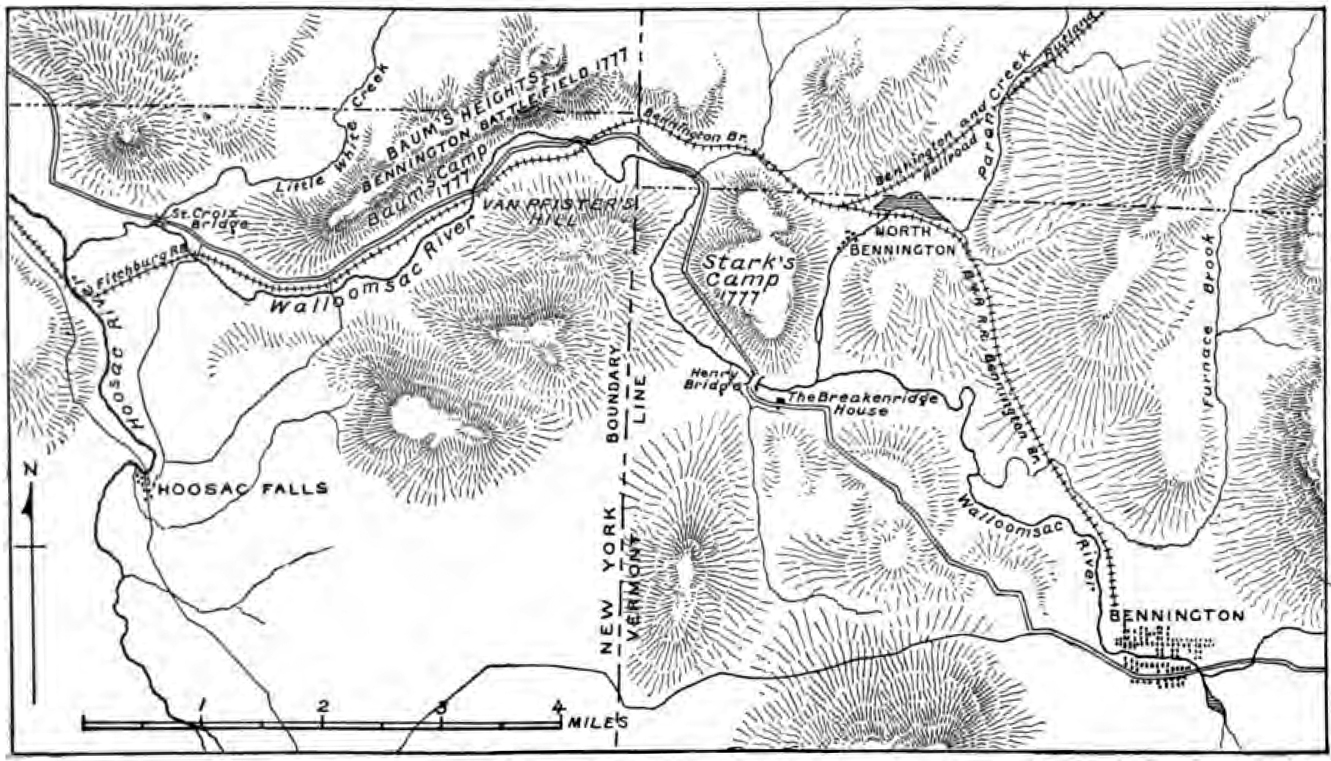
Une carte du début du XX présentant le champ de bataille.

Il plut tout le lendemain et jusqu'au milieu de la journée suivante, ce qui empêcha la bataille d'avoir lieu. Pendant ce temps les troupes de Baum construisirent une petite redoute sur la crête de la colline et espérèrent que le mauvais temps empêcherait les Américains d'attaquer avant l'arrivée des renforts. Stark envoya des tirailleurs pour tester les lignes allemandes qui parvinrent à tuer trente Amérindiens en dépit de leurs difficultés à garder la poudre sèche,. Les renforts des deux camps partirent le 15 août ; le déplacement était rendu ardu par la pluie battante. Burgoyne envoya Heinrich von Breymann à la tête de 550 hommes tandis que 350 Green Mountain Boys de la compagnie de Warner, placés sous les ordres du lieutenant Safford,, quittait Manchester au sud.
Stark fut réveillé tard durant la nuit du 15 août par l'arrivée de Parson Thomas Allen et d'une bande de miliciens du Massachusetts, qui, ayant quitté le comté voisin de Berkshire, insistaient pour rejoindre son armée. Devant la menace de leur envoyé, qui disait que ses hommes ne reviendraient jamais s'il ne leur était pas permis de participer, Stark répondit, d'après des témoignages : « Repartiriez-vous maintenant, dans cette nuit noire et pluvieuse ? Retournez auprès de vos gens ; conseillez-leur de prendre un peu de repos, s'ils le peuvent ; et dites-leur que si le Seigneur nous donne du soleil demain et que je ne vous donne pas assez de combats, je ne vous demanderai jamais de revenir »,. Les forces de Stark augmentèrent encore le lendemain, avec l'arrivée de Mohicans, ce qui porta le nombre total (les hommes de Warner exceptés) à environ 2 000 hommes.
Stark ne fut pas le seul bénéficiaire de l'arrivée de renforts non attendus : un groupe de loyalistes comptant 100 soldats joignit les forces de Baum le matin du 16 août.

## Bataille

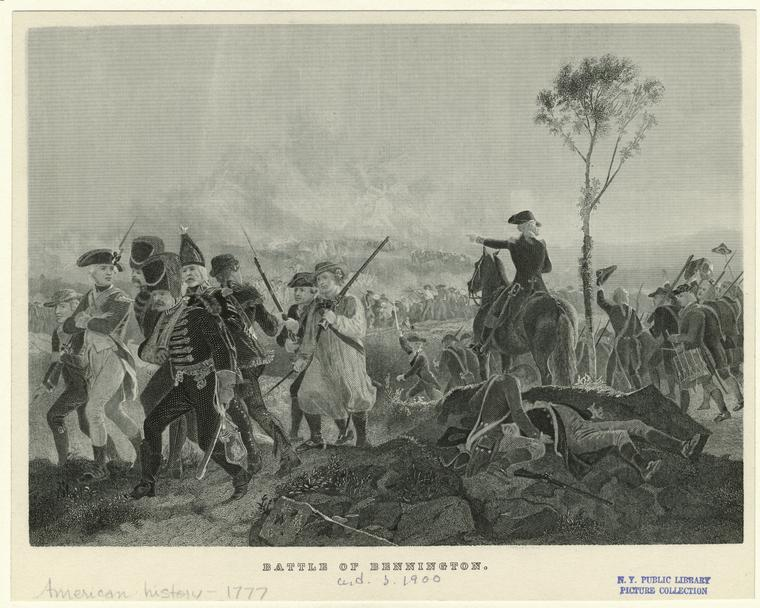
La bataille de Bennington (aux alentours de 1900).

L'après-midi du 16 août, le temps s'éclaircit et Stark ordonna à ses hommes de s'apprêter au combat. Stark aurait rallié ses troupes en disant : « Ce sont vos ennemis, les Tuniques rouges et les Tories. Ils sont à vous, ou bien cette nuit Molly Stark s'endormira veuve »,. Apprenant que les miliciens avaient disparu dans les bois, Baum pensa que les Américains étaient en train de battre retraite ou de se redéployer. Cependant, Stark avait décidé de tirer profit des faiblesses des positions occupées par les Allemands, et avait envoyé de chaque côté de ses lignes des compagnies assez importantes pour flanquer l'ennemi. Ces mouvements furent facilités par une ruse des hommes de Stark qui leur permit de se rendre en toute sécurité le plus près possible de l'adversaire sans l'alarmer. Dans le camp britannique, on avait dit aux Allemands, dont la plupart ne parlait pas anglais, que les soldats portant des bouts de papier blanc dans leurs chapeaux étaient des loyalistes et donc des alliés ; les troupes de Stark, ayant entendu cela, avaient parés leurs chapeaux de la sorte.
Lorsque l'attaque commença vers 15h, les positions allemandes furent immédiatement encerclées par les coups de feu. Stark décrivit l'engagement en ces termes : « [c'est] le plus fort que j'ai jamais vu, il ressemble à un coup de tonnerre continu »,. Les Loyalistes et les Amérindiens étaient dépassés, ce qui poussa la plupart d'entre eux à s'enfuir ou à se rendre. Dans ce contexte, Baum et ses dragons de Brunswick étaient piégés, seuls, sur une hauteur. Les Allemands combattirent vaillamment, même après avoir perdu la majeure partie de leurs munitions, leur wagon ayant été détruit. Désespérés, ils menèrent une charge au sabre dans une tentative visant à percer les Américains qui les encerclaient. Baum fut mortellement blessé dans cette charge finale, et les Allemands survivants se rendirent.
Après la fin de la bataille, tandis que les miliciens de Stark étaient occupés à désarmer les prisonniers et à prendre leur butin dans leurs provisions, Breymann arriva avec ses renforts. Découvrant les Américains en désordre, ils les talonnèrent aussitôt. S'étant regroupées à la hâte, les forces de Stark essayèrent de tenir leur position contre le nouvel assaut des Allemands, mais commencèrent à reculer. C'est avant que leurs lignes ne soient défaites qu'arrivèrent les renforts de Warner. La bataille rangée continua jusqu'à la tombée de la nuit, lorsque les deux camps se désengagèrent. Breymann entreprit alors une retraite précipitée : il avait perdu un quart de ses troupes et toutes ses pièces d'artillerie.

## Ordre de bataille

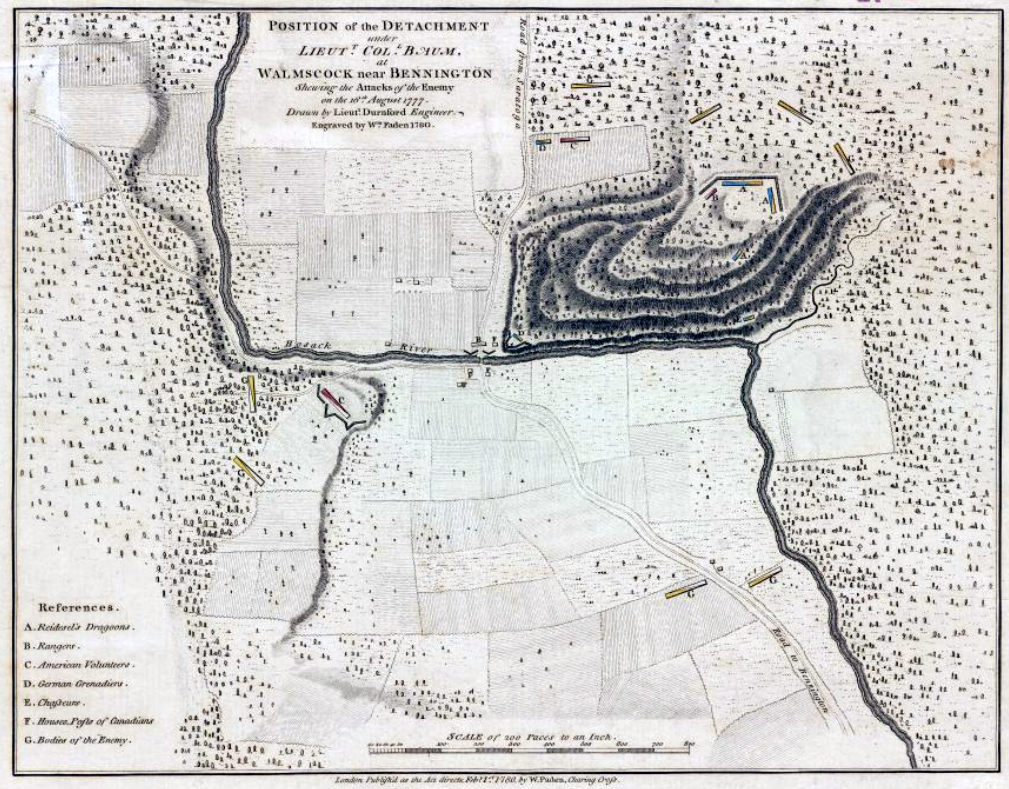
Carte de 1780 montrant la position des troupes au début de la bataille.

Les forces engagées dans la bataille sont généralement décrites comme dans Morrissey,. Ses nombres sont généralement en accord avec d'autres sources concernant les unités britanniques, bien qu'il y ait désaccord dans de nombreuses sources à propos des troupes commandées par Breymann, qui sont généralement considérées comme ayant compté approximativement 550 ou bien 650 hommes,. Morrissey est aussi incorrect dans l'identification de certaines unités américaines : par exemple, il donne à William Gregg un commandement séparé, alors qu'il eut apparemment plusieurs compagnies à ses ordres dans le régiment de Nichols. Il n'a pas inclus la milice du Massachusetts et mal identifié la compagnie de Langdon, croyant par erreur qu'ils étaient venus de Worcester (Massachusetts). (Les compagnies de miliciens de Worcester marchèrent vers Bennington avec quelques compagnies qui arrivèrent le lendemain de la bataille). À l'origine, Langdon leva sa compagnie en 1776, mais elle ne devint pas une unité de cavalerie avant 1778.
| Régiments de la milice du New Hampshire Régiment de miliciens de Hobart 150 Régiment de miliciens de Nichols 550 Stickney's Regiment of Militia 150 Langdon's Company of Light Horse Volunteers (nombre inconnu, c'était une compagnie d'infanterie à l'époque) Autres miliciens du New Hampshire 1000 Régiments de la milice du Vermont Régiment de Herrick 300 Autres Rangers du Vermont 200 Régiments de la milice du Massachusetts Régiment de miliciens de Simonds (nombre inconnu) Régiments de l'Armée continentale Régiment continental additionnel de Warner (Green Mountain Boys, commandé par Safford) 150 | Forces de Baum Prinz Ludwig Dragoons 205 Grenadiers 24 Infanterie légère 57 Infanterie de ligne (des régiments de Riedesel, Specht, et Rhetz) 37 Artillerie de Hesse-Hanau 13 Queen's Loyal Rangers (Peters) plus de 150 Tireurs d'élite britanniques 48 Loyalistes des environs (Pfister, Covel) plus de 150 Canadiens 56 Amérindiens (Lanaudière, Campbell) plus de 100 Forces de Breymann Grenadiers 353 Infanterie légère 277 Artillerie de Hesse-Hanau 20 |

## Après la bataille

On pensa pendant longtemps par erreur que le Bennington flag avait été dressé durant la bataille.

Les pertes totales des Allemands et des Britanniques furent établies à 207 morts et 707 prisonniers ; les pertes américaines s'élevaient à 30 morts et 40 blessés. La bataille fut par moments particulièrement brutale lorsque les Loyalistes rencontraient les Patriotes, étant donné que dans certains cas ils venaient des mêmes communautés. Les prisonniers, qui furent d'abord gardés à Bennington, furent par la suite emmenés à Boston.
L'armée de Burgoyne s'apprêtait à traverser l'Hudson à Fort Edward le 17 août lorsque lui parvinrent les premières nouvelles de la bataille. Pensant que des renforts seraient nécessaires, Burgoyne fit marcher son armée vers Bennington, jusqu'à ce qu'il apprenne que Breymann et les restes de ses troupes étaient sur le retour. Des traînards continuèrent à arriver durant la journée et la nuit, pendant que l'annonce du désastre se répandait dans le camp.
La défaite eut d'importantes conséquences sur la campagne de Burgoyne. Il avait non seulement perdu près de 1 000 hommes, parmi lesquels la moitié faisaient partie de l'armée régulière, mais il avait aussi perdu le soutien des Amérindiens, qui était crucial : la plupart des Amérindiens qui l'avaient suivi depuis le Québec décidèrent de rentrer chez eux lors d'un conseil de guerre. Cette perte limita sérieusement les possibilités de reconnaissance de Burgoyne par la suite. L'échec de la tentative d'approvisionnement dans les environs le forçait à s'appuyer sur des voies de ravitaillement qui étaient déjà dangereusement longues et qui allaient être brisées en septembre. Le manque de provisions fut un facteur important de sa décision de se rendre à Saratoga, après quoi la France entra dans la guerre.
Les patriotes américains réagirent avec optimisme à l'annonce de la victoire. Après le départ des Amérindiens du camp de Burgoyne, de petits groupes de patriotes de la région commencèrent à apparaître et à harceler les franges des positions britanniques. Fait notable, une partie importante des forces de Stark rentrèrent chez elles et ne reprirent de l'importance dans la campagne qu'à leur arrivée à Saratoga le 13 octobre, qui permit d'encercler l'armée de Burgoyne.
En récompense pour « mémorable Bataille de Bennington », John Stark reçut de la part de l'Assemblée Générale du New Hampshire une « suite complète d'habits convenant à son rang », ; mais la récompense qu'il estima le plus fut un message de remerciement de John Hancock, le président du Congrès continental, qui faisait de lui « un général de brigade dans l'armée des États-Unis ».

## Commémorations

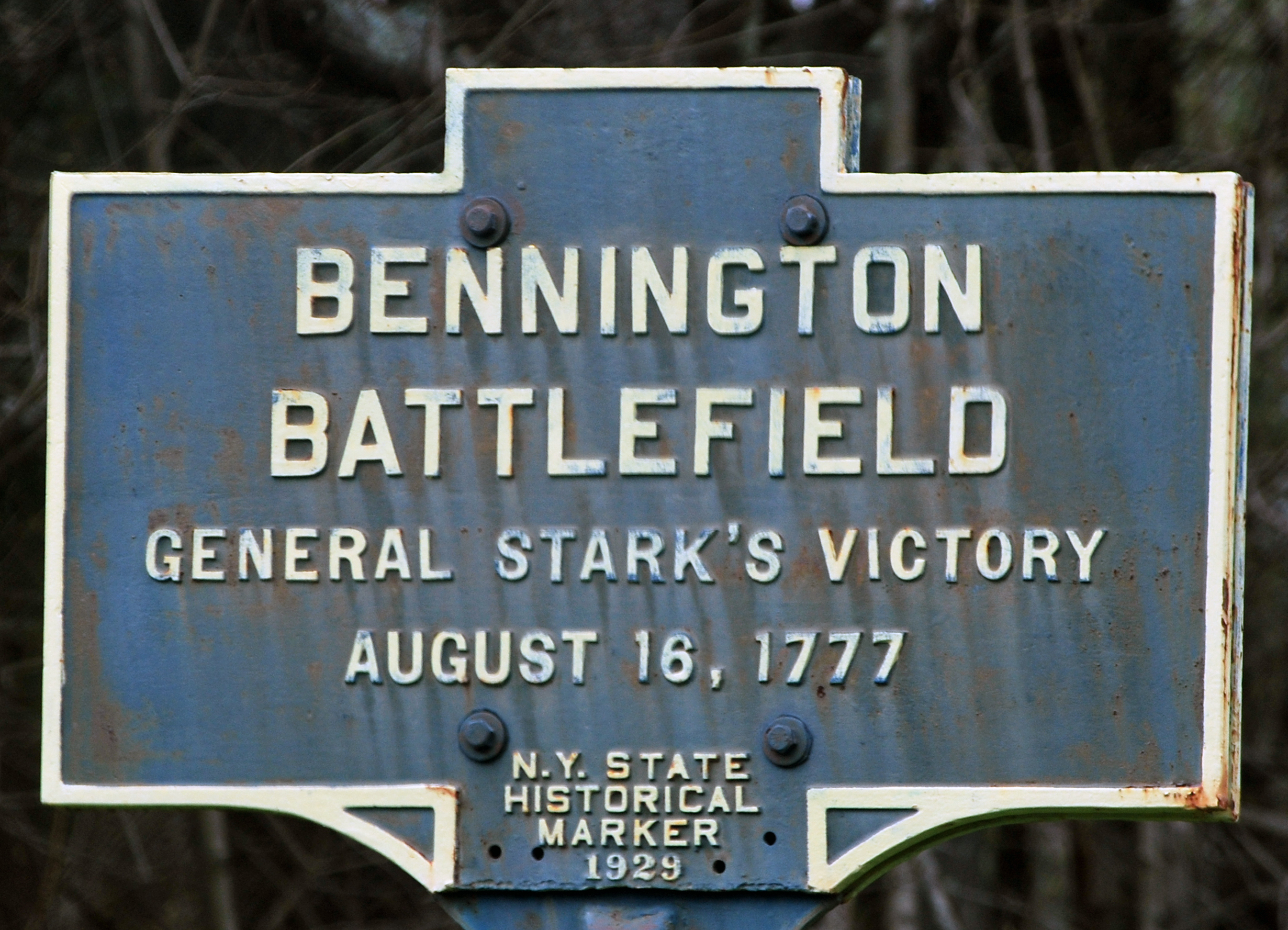
Panneau indiquant le Bennington Battlefield Park

Le 16 août est un jour férié légal dans le Vermont, appelé Bennington Battle Day. Le champ de bataille, aujourd'hui site historique de l'État de New York, entra dans le registre des National Historic Landmarks le 20 janvier 1961, et fut ajouté sur le Registre national des lieux historiques le 15 octobre 1966,. Dans les années 1870, la société historique locale de Bennington fit construire le Bennington Battle Monument, qui fut achevé en 1889 et inauguré en 1891 par des cérémonies auxquelles assista le Président des États-Unis Benjamin Harrison. Le Monument, un obélisque de 93 mètres de haut, est aussi inscrit au National Register of Historic Places,. Bien que le monument ne fût pas prêt à temps pour marquer le centenaire de la bataille, à cette date anniversaire eurent lieu des discours auxquels assista le Président Rutherford B. Hayes.